# Scleronephthya pustulosa
Scleronephthya pustulosa is een zachte koraalsoort uit de familie Nidaliidae. De koraalsoort komt uit het geslacht Scleronephthya. Scleronephthya pustulosa werd in 1889 voor het eerst wetenschappelijk beschreven door Wright & Studer. 